# Église Saint-Stanislas-Kostka de Chicago
L'église Saint-Stanislas-Kostka (en anglais : St. Stanislaus Kostka Church; en polonais: Kościół Świętego Stanisława Kostki) est une église catholique de la ville de Chicago, dans l'État de l'Illinois aux États-Unis, placée sous le vocable de saint Stanislas Kostka, novice jésuite polonais. L'église se trouve au numéro 1351 West Evergreen Avenue, dans le quartier de Pulaski Park. C'est l'« église-mère » de toutes les paroisses polonaises de l'archidiocèse de Chicago.

## Historique
La paroisse Saint-Stanislas-Kostka est fondée en 1867, en tant que première paroisse historique polonaise de Chicago. Parce que les résurrectionnistes polonais l'administrent depuis 1869 et qu'ils ouvrent nombre de paroisses polonaises à Chicago, Saint-Stanislas-Kostka est considérée comme l'« église-mère » de la communauté polonaise de la ville. Le terrain est donné par Antoni Smagorzewski-Schermann (premier résident permanent polonais de Chicago) qui est l'un des fondateurs de la paroisse et son premier responsable des finances. 
La première église survit au Grand incendie de Chicago de 1871, mais elle est démolie pour laisser la place à l'église actuelle, située à l'angle des rues Noble et Evergreen. Elle est bâtie entre 1871 et 1881 selon les plans de l'architecte irlando-américain Patrick Charles Keely (en) originaire de Brooklyn à New York. Elle est consacrée le 10 juillet 1881. Cette paroisse est l'une des plus grandes des États-Unis au début du XXe siècle avec plus de 35 000 paroissiens en 1908.  
Avec la mission polonaise de la Sainte Trinité, la paroisse Saint-Stanislas-Kostka devient alors le point de ralliement principal du quartier polonais de Chicago (Polish Downtown), surnommé d'après elle Kostkaville. Cela est dû en grande partie à l'action de son premier curé, le P. Vincent Michael Barzynski, décrit comme « l'un des chefs dans le domaine de l'organisation des immigrés polonais à Chicago et aux États-Unis. ». Le P. Barzynski est à l'initiative de la fondation de vingt-trois paroisses polonaises à Chicago, ainsi que de six écoles primaires, deux écoles secondaires, un établissement d'enseignement supérieur, plusieurs orphelinats, des journaux, le St. Mary of Nazareth Hospital et la direction nationale de la Polish Roman Catholic Union of America,.
L'église a failli être démolie dans les années 1950 à cause de la construction de l'autoroute Kennedy Expressway, mais la ténacité de la communauté polonaise de Chicago a permis d'éviter ce désastre historique et le tracé de l'autoroute a été légèrement dévié plus à l'est. 
L'église a perdu en 1970 à cause de la foudre l'un de ses deux beffrois rappelant les églises de Cracovie.
La paroisse est restée majoritairement polonaise jusque dans les années 1960-1970, mais le départ dans ces années-là des familles plus aisées en banlieue verte et l'arrivée massive d'immigrants hispanophones a modifié la composition démographique de la paroisse. Aujourd'hui les messes sont célébrées en anglais et en espagnol et certaines encore en polonais. L'église est aussi organisée en sanctuaire de la Miséricorde divine. Elle a été restaurée en 2011.